# WWO
WWO é uma banda de hip-hop da Polônia formada na cidade de Varsóvia em 2000.

## História
Os dois membros originais do grupo que criaram o projeto W Witrynach Odbicia foram Sokół e Jędker, ambos rappers. Estabeleceram-se no meio underground em 1996 com o lançamentos de singles como "Flippery" e "Kolenda", que foram gravados e fita. O grupo era parte de conjunto maior, ZIP skład, cujos membros também incluiam Jędker, Sokół, Pono, Felipe, Mieron, Jaźwa, Koro e Fu. O primeiro álbum da banda foi Masz i Pomyśl, e após seu lançamento o grupo entrou em conflito com sua gravadora, BMG, e devidoà razões legais não puderam mais continuar a produzir com o mesmo nome. Em dezembro de 2001 o WWO deixou de existir para dar lugar ao W Wyjątkowych Okolicznościach. Neste grupo Deszczu Strugi reuniu-se com os dois outros membros citados anteriormente.
O segundo álbum foi lançado em outubro de 2002, We Własnej Osobie.

## Discografia

### Álbuns
- 2000 - Masz i pomyśl
- 2002 - We własnej osobie
- 2005 - Życie na kredycie
- 2005 - Witam was w rzeczywistości

### Singles
- 2000 - Obejrzyj sobie wiadomości
- 2001 - Jeszcze będzie czas
- 2002 - Moda
- 2002 - Damy radę
- 2003 - Nie bój się zmiany na lepsze (vinil)
- 2004 - U Ciebie w mieście
- 2006 - Mogę wszystko